# Phlogophora meticulodina
Phlogophora meticulodina là một loài bướm đêm trong họ Noctuidae.